# 海尔斯霍普
海尔斯霍普是德国石勒苏益格－荷尔斯泰因州的一个市镇。总面积8.50平方公里，总人口590人，其中男性282人，女性308人（2011年12月31日），人口密度69人/平方公里。